# Simfonični rock
Simfonični rock je zvrst, ki je nastala v prvi polovici sedemdesetih let. Gre za kombinacijo rocka in elementov klasične glasbe. Simfonični rock je ena od zvrsti glasbe v širši kategoriji progresivni rock. Pomembno vlogo igrajo klaviature, ki bazirajo na virtuznosti, ki jo premore klasična glasba. V sedemdesetih letih je bil v veljavi tudi izraz simfo rock.

## Predstavniki
- Emerson, Lake & Palmer
- Yes
- Rick Wakeman
- Sky
- Styx
- Ekseption
- Nikolaj Noskov